# Masdevallia ephelota
Masdevallia ephelota là một loài thực vật có hoa trong họ Lan. Loài này được Luer & Cloes mô tả khoa học đầu tiên năm 2002.